# Розсіл (кулінарія)

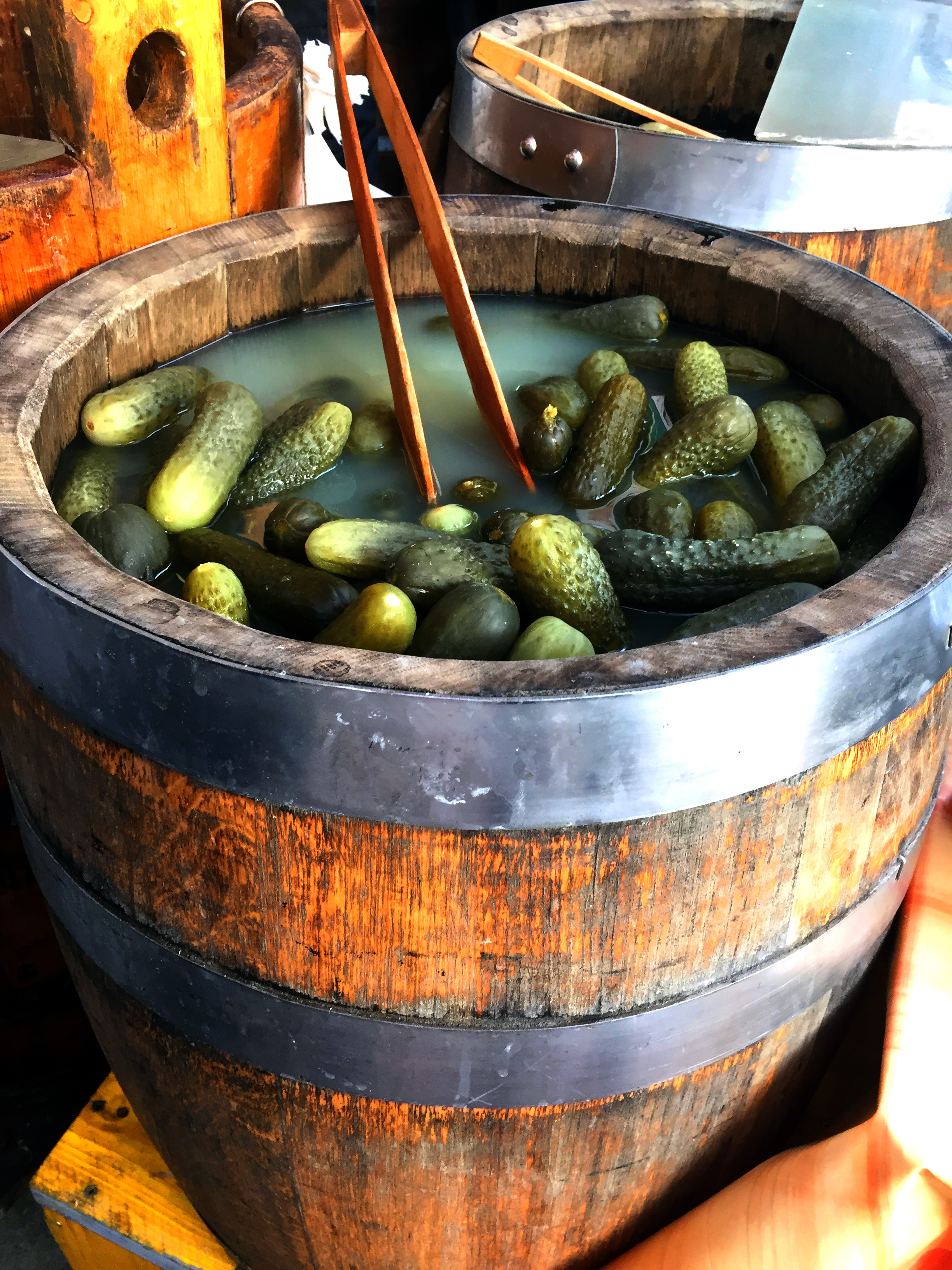
Солоні огірки в діжці, так звані «діжкові огірки», одна з традиційних страв в Україні

Розсіл — рідина складного складу на основі водного розчину кухонної солі, нерідко з додаванням спецій і прянощів. Утворюється як побічний продукт виробництва в процесі соління, квашення або мочіння продуктів: овочів, фруктів, грибів, м'яса або риби (ікри).

## Склад розсолу
Головна складова будь-якого розсолу — розчин кухонної солі в різних концентраціях, від 2,5—3 % при мочінні до 4-8 % при квашенні та 8-30 % при солінні. Крім того, до складу розсолу, як правило, входять органічні кислоти (з'являються в процесі бродіння (якщо дозволяє кількість солі), зокрема молочна кислота та оцтова кислота), причому остання з'являється внаслідок оцетокислого бродіння, а не привноситься при приготуванні. Також окремі види розсолу багаті іонами магнію і калію, натрію, вітаміном С, сполуками міді, ефірними оліями й іншими екстрактивними речовинами, що переходять у розсіл із ферментованих продуктів і прянощів. У рибному або м'ясному розсолі також містяться розчинні білки. Загалом чим довше відбувається процес ферментації, тим більше речовин переходить із продукту в розсіл.
Необхідно відрізняти розсоли, які використовують і отримані для створення нового ферментованого продукту, і розсоли, які виходять як результат консервування, з винятковою метою збереження продукту. Також треба відрізняти розсоли від маринаду, де консервуючий ефект виникає за рахунок штучного створення кислого середовища.

## Використання розсолу
Овочевий або фруктовий розсіл — цінний харчовий продукт. М'ясний і рибний розсоли (також можуть називатися тузлук) в їжу не вживають як власне через непридатність, так і через те того, що розсіл, особливо для м'яса, є перш за все засобом збереження продукту і відрізняється підвищеною концентрацією солі. Грибний розсіл рідко вживається як самостійний продукт, однак солоні гриби не вимагають промивання від розсолу.
Овочевий або фруктовий розсіл можна вживати як напій, у тому числі як народний засіб від похмілля в росіян, українців, білорусів і поляків. Дія розсолу в останньому випадку перш за все пов'язана з надходженням в організм солей калію і магнію, недолік яких є однією з причин поганого самопочуття і нестабільної серцевої діяльності, екстрактивних речовин, зокрема з кропу, що дають певний гіпотензивний ефект, і вітаміну С.
Вживання розсолу відновлює водно-сольовий баланс в організмі, що дозволяє оперативно усунути зневоднення (без цього вода продовжує активно виводитися з організму внаслідок низького осмотичного тиску). Зневоднення — одна з основних причин поганого самопочуття з похмілля. Також, надходження магнію в організм знижує кількість кальцію в крові (при нестачі магнію кров насичується кальцієм, який вимивається з кісток).
Крім того, у народній медицині розсіл можуть використовувати як протицинготний засіб, особливо капустяний розсіл з-під квашеної капусти. Треба відзначити, що капустяний розсіл є найбільш насиченим вітамінами і мікроелементами. Крім цього, розсіл з невеликою концентрацією солі в невеликих кількостях може служити аперитивом, засобом для збудження апетиту. Розсіл у вигляді заморожених кубиків можна використовувати як косметологічне засіб, для догляду за шкірою, компреси на розсолі сприяють зняттю болю при ударах і запаленнях суглобів і зменшення припухлості при ушкодженнях зв'язок.
Овочевий або фруктовий розсіл широко використовують у кулінарії, особливо в російській кухні. Так, повністю або частково на огірковому розсолі готують солянку, іноді розсольник. Капустяний розсіл додають у щі, також може бути доданий у солянку (у деяких її різновидах). На овочевому розсолі можуть готувати заправку для окрошки, а також інші холодні супи, в побуті звані холодником (так звана «зимова окрошка»). Огірковий, помідорний або капустяний розсіл служить чудовою приправою для картопляного пюре. Також розсіл можуть використовувати як середовище для тушкування, наприклад, для азу по-татарськи, як основу для соусів, як компонент для коктейлю або як замінник оцту в салатних приправах. Ще на розсолі можна замішувати тісто для пирогів, вареників або хліба.

## Збереження розсолу
Розсіл, що залишився невикористаним, можна зберігати шляхом його заморожування, в тому числі в маленьких кубиках. Також можна закрити банку з розсолом гірчичною пробкою, для чого потрібно замісити з сухої гірчиці густе тісто і загорнути його в чисту тканину. Накриту гірчичною пробкою банку розсолу слід помістити в холодильник.